# Achiropsetta slavae
Achiropsetta slavae är en fiskart som beskrevs av Andriashev, 1960. Achiropsetta slavae ingår i släktet Achiropsetta och familjen Achiropsettidae. Inga underarter finns listade i Catalogue of Life.